# Charles Corta
Pour les articles homonymes, voir Corta.
Charles Eustache Corta, né à Bayonne le 2 novembre 1805 et mort à Angoumé le 14 juin 1870, est un avocat et homme politique français. Il exerça notamment la fonction de sous-préfet sous le règne de Louis-Philippe Ier, puis celle de sénateur du Second Empire.

## Parcours
Charles Corta poursuit des études de droit. Devenu avocat, il s'installe à Dax et devient rapidement conseiller municipal de la ville.

Le 12 septembre 1848, il est nommé sous-préfet de Dax par le roi Louis-Philippe Ier.
Rallié au bonapartisme, il est élu conseiller général des Landes, puis est candidat aux élections législatives françaises de 1852. Élu au corps législatif en 1852, 1857 et 1863, il est nommé officier puis commandeur de la Légion d'honneur en novembre 1864.
Chargé de mission administrative au Mexique, il reçoit la grande croix de l'ordre de Notre-Dame de Guadalupe et devient sénateur du Second Empire en mai 1865.
Il est le père du peintre Paul Joseph Corta.

## Sources
- Charles Corta, le Landais qui servit deux empereurs (1805-1870), Anne de Beaupuy, Claude Gay, Edition l'Harmattan, 498 pages